# Euryproctus boreator
Euryproctus boreator är en stekelart som beskrevs av Aubert 1998. Euryproctus boreator ingår i släktet Euryproctus och familjen brokparasitsteklar. Inga underarter finns listade i Catalogue of Life.